# 2. deild karla 1995
Mùa giải 1995 của 2. deild karla là mùa giải thứ 30 của giải bóng đá hạng ba ở Iceland.

## Bảng xếp hạng
| Vị thứ | Đội        | Số trận | Thắng | Hòa | Thua | Bàn thắng | Bàn thua | Hiệu số | Điểm | Ghi chú                  |
| ------ | ---------- | ------- | ----- | --- | ---- | --------- | -------- | ------- | ---- | ------------------------ |
| 1      | Völsungur  | 18      | 12    | 5   | 1    | 37        | 14       | +23     | 41   | Thăng hạng 1. deild 1996 |
| 2      | Leiknir R. | 18      | 12    | 2   | 4    | 49        | 24       | +25     | 38   | Thăng hạng 1. deild 1996 |
| 3      | Þróttur N. | 18      | 11    | 0   | 7    | 35        | 52       | +13     | 33   |                          |
| 4      | Selfoss    | 18      | 9     | 1   | 8    | 38        | 41       | -3      | 28   |                          |
| 5      | Dalvík     | 18      | 6     | 9   | 3    | 32        | 22       | +10     | 27   |                          |
| 6      | Fjölnir    | 18      | 7     | 3   | 8    | 34        | 28       | +6      | 24   |                          |
| 7      | Ægir       | 18      | 7     | 2   | 9    | 30        | 35       | -5      | 23   |                          |
| 8      | Höttur     | 18      | 5     | 2   | 11   | 21        | 32       | -11     | 17   |                          |
| 9      | Haukar     | 18      | 4     | 1   | 13   | 23        | 59       | -36     | 13   | Xuống hạng 3. deild 1996 |
| 10     | BÍ         | 18      | 3     | 3   | 12   | 25        | 47       | -22     | 12   | Xuống hạng 3. deild 1996 |

## Danh sách ghi bàn
| Cầu thủ               | Số bàn thắng | Đội bóng   |
| --------------------- | ------------ | ---------- |
| Róbert Arnþórsson     | 16           | Leiknir R. |
| Steindór Elísson      | 13           | Leiknir R. |
| Bjarni Sveinbjörnsson | 11           | Dalvík     |
| Sævar Þór Gíslason    | 11           | Selfoss    |
| Guðmundur Gunnarsson  | 9            | Ægir       |